# Rudolfshammer
Rudolfshammer war ein Ort in der russischen Oblast Kaliningrad (Gebiet Königsberg (Preußen)) und bis 1945 eine Ortschaft im ostpreußischen Kreis Heiligenbeil. Die Ortsstelle gehört jetzt zum Munizipalkreis Rajon Bagrationowsk (Stadtkreis Preußisch Eylau).

## Geographische Lage
Die Ortsstelle Rudolfshammer liegt am Westufer des Flüsschens Stradick (russisch Kornewka) im Grenzbereich zur polnischen Woiwodschaft Ermland-Masuren (= südliches Ostpreußen). Die frühere Kreisstadt Heiligenbeil (russisch Mamonowo) liegt 24 Kilometer in westlicher Richtung entfernt, und bis zur heutigen Rajonshauptstadt Bagrationowsk (deutsch Preußisch Eylau) sind es 23 Kilometer in östlicher Richtung.

## Geschichte
1837 ist das Gründungsjahr des kleinen Dorfs Rudolpshammer, der sich ab 1871 offiziell Rudolfshammer schrieb. Wenihe Kilometer südlich der Stadt Zinten (russisch Kornewo) entstand damals ein Eisenhammer, aus dem der „Rudolfshammer“, eine große Landwirtschaft mit Getreidemühle, hervorging. Bis 1945 war er als Gutsort ein Wohnplatz der Stadt Zinten im  Kreis Heiligenbeil.
Der Guts- und Mühlenbesitzer Hugo Schirmacher aus Rudolfshammer war von 1925 bis 1929 Mitglied des Provinziallandtages der Provinz Ostpreußen.
Als 1945 das gesamte nördliche Ostpreußen in Kriegsfolge an die Sowjetunion fiel, war auch Rudolfshammer davon betroffen. Nur wenige Kilometer nördlich der russisch-polnischen Grenze hatte der Ort wenig Chancen auf eine neue Besiedlung. Es fehlt auch der Beleg für eine russische Namensgebung und auch für die Zuordnung zu einem Dorfsowjet. So galt  der Ort bald als verlassen und ist heute wüst.

## Religion
Über die Muttergemeinde Zinten (russisch Kornewo) war Rudolfshammer bis 1945 in das evangelische Kirchspiel der Stadt eingegliedert.

## Verkehr
Ortsstelle liegt östlich der heutigen Kommunalstraße 27K-287, die – in einem Abschnitt der ehemaligen deutschen Reichsstraße 126 – von Kornewo (Zinten) bis zur Grenze an der Ortsstelle Kuyschen (1938 bis 1945 Kuschen) verlief und vor 1945 weiter bis nach Tiefensee (heute polnisch Głębock) führte. Bis 1945 war die Stadt Zinten die nächste Bahnstation an der Bahnstrecke Heiligenbeil–Preußisch Eylau, die heute nicht mehr befahren wird.